# Chama macerophylla

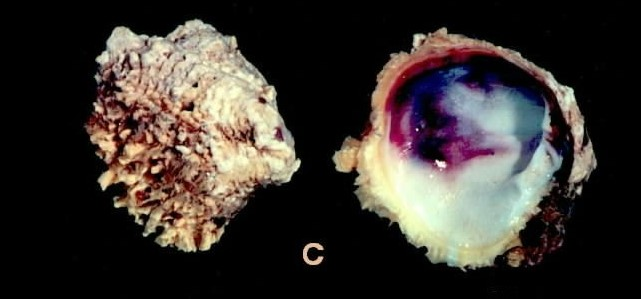
Chama macerophylla von Venezuela

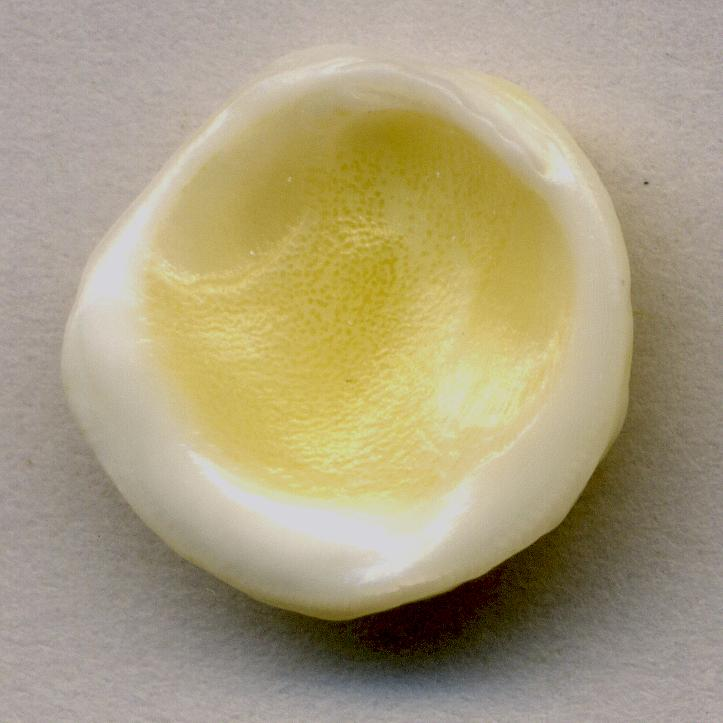
Innenseite eines stark abgeriebenen Exemplars

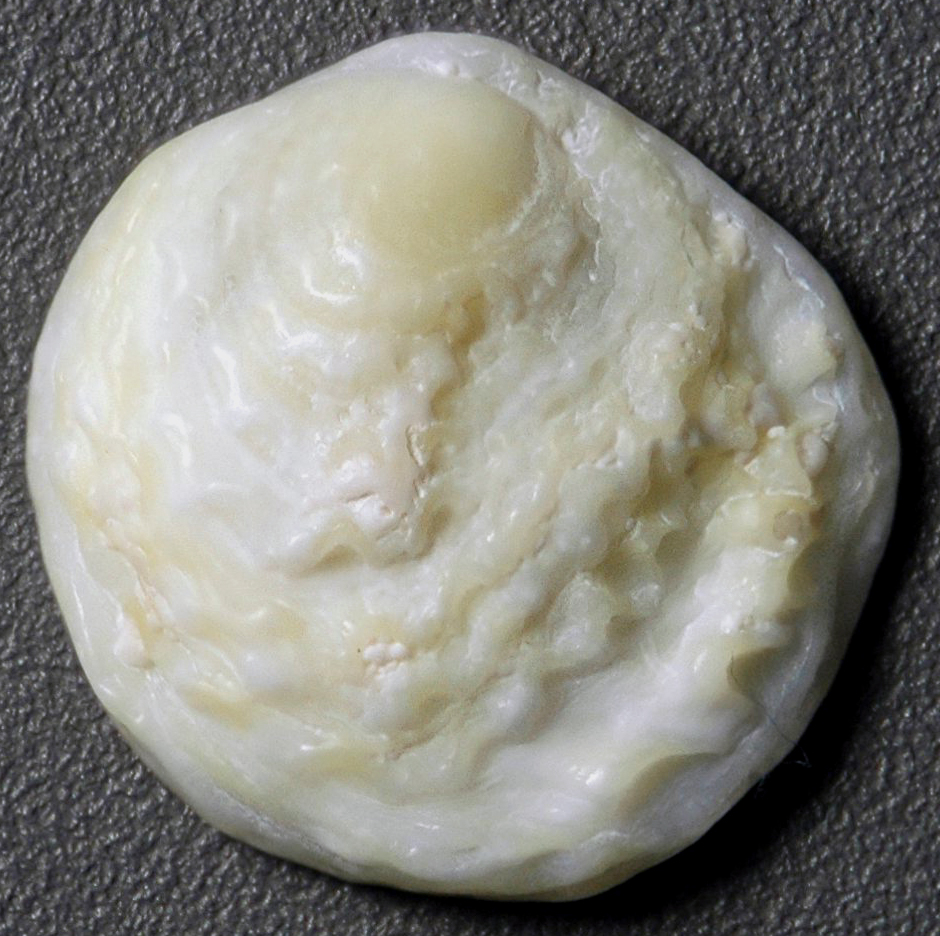
Außenseite, rechte Klappe

Chama macerophylla ist eine Muschel-Art aus der Familie der Hufmuscheln (Chamidae).

## Merkmale
Die stark ungleichklappigen, kräftig aufgeblähten Gehäuse werden 51 bis 76 mm groß, in seltenen Ausnahmefällen auch bis 90 mm. Die linke Klappe ist groß und an das Substrat anzementiert. Die rechte Klappe ist kleiner, flacher und fungiert als Deckel. Sie sind im Umriss unregelmäßig rundlich bis oval.
Das Ligament ist ein dünnes braunes Band. Das Schloss besteht aus einem Hauptzahn in der oberen, rechten Klappe, und zwei Hauptzähnen in der unteren, angehefteten linken Klappe. Die Mantellinie ist ganzrandig. Der hintere Schließmuskel ist deutlich größer als der vordere Schließmuskel.
Die Schale ist dick und sehr fest; das Gehäuse entsprechend schwer. Die Ornamentierung besteht aus unregelmäßigen, konzentrischen, gekräuselten Rippen, gestreiften Dornen und radial angeordneten, gestreiften Fächer unterschiedlicher Größe. Der Schaleninnenrand ist gezähnelt. Die Klappen sind außen gelblich, orange, purpur bis rot, innen weißlich mit gelblich, orangefarbenen bis purpurfarbenen Tönungen der inneren Schalenrändern.

## Ähnliche Arten
Chama macerophylla hat wie Chama congregata einen auf der Innenseite gezähnelten Rand, unterscheidet sich aber in der Ornamentierung. Letztere Art ist auch deutlich kleiner.

## Geographische Verbreitung und Lebensraum
Das Verbreitungsgebiet reicht von North Carolina bis Florida und Bermuda, durch den Golf von Mexiko und die Karibik bis nach Brasilien. Sie werden auch gelegentlich angeheftet an Seile, Kisten und Bojen an die Küsten Irlands und Englands angespült.
Die Tiere leben dort mit der linke Klappe anzementiert auf Felsen, Steinen und anderen Hartsubstraten vom Gezeitenbereich bis in etwa 100 Meter Wassertiefe.

## Taxonomie
Das Taxon wurde 1791 von Johann Friedrich Gmelin unter dem noch heute gültigen Binomen Chama macerophylla erstmals beschrieben. MolluscaBase wertet das Taxon als gültige Art.